# Pimavanserină
Pimavanserina este un antipsihotic atipic, fiind utilizat în tratamentul schizofreniei, al psihozelor, al agitației și al depresiei majore. Calea de administrare disponibilă este cea orală.